# UCI Oceania Tour de 2019
O UCI Oceania Tour de 2019 foi a décima quinta edição do calendário ciclístico internacional da Oceania. Iniciou-se a 19 de janeiro na Nova Zelândia com o Gravel and Tar Classic e terminou a 3 de fevereiro de 2019 com o Herald Sun Tour na Austrália.

## Equipas
As equipas que podiam participar nas diferentes carreiras dependia da categoria das mesmas. A maior nível de uma carreira podiam participar equipas a mais nível. Por exemplo os equipas UCI World Team, só podiam participar das carreiras .HC e .1 e tinham cota limitada de equipas para competir.
| Categoria          | Categoria                        | Equipas                                                                                           |
| ------------------ | -------------------------------- | ------------------------------------------------------------------------------------------------- |
| align=center \|.HC | 1.hc (Carreira de um dia)        | * ProTeam (max 65%) * Profissionais Continentais * Continentais * Selecções nacionais             |
| align=center \|.HC | 2.hc (Carreira de vários dias)   | * ProTeam (max 65%) * Profissionais Continentais * Continentais * Selecções nacionais             |
| .1                 | 1.1 (Carreira de um dia)         | • ProTeam (max 50%) • Profissionais Continentais • Continentais • Selecções nacionais             |
| .1                 | 2.1 (Carreira de vários dias)    | • ProTeam (max 50%) • Profissionais Continentais • Continentais • Selecções nacionais             |
| .2                 | 1.2 (Carreira de um dia)         | • Profissionais Continentais • Continentais • Selecções nacionais • Selecções regionais • Amadors |
| .2                 | 2.2 (Carreira de vários dias)    | • Profissionais Continentais • Continentais • Selecções nacionais • Selecções regionais • Amadors |
| .Ncup (sub-23)     | 1.ncup (Carreira de um dia)      | • Selecções nacionais • Selecções mistas                                                          |
| .Ncup (sub-23)     | 2.ncup (Carreira de vários dias) |                                                                                                   |

## Calendário
As seguintes são as carreiras que compuseram o calendário UCI Oceania Tour aprovado pela UCI
| UCI Oceania Tour de 2019 | UCI Oceania Tour de 2019 | UCI Oceania Tour de 2019  | UCI Oceania Tour de 2019 | UCI Oceania Tour de 2019 |
| Data                     | País                     | Corrida                   | Vencedor                 |                          |
| ------------------------ | ------------------------ | ------------------------- | ------------------------ | ------------------------ |
| 19 jan.                  | Nova Zelândia            | Gravel and Tar Classic    | Luke Mudgway             |                          |
| 23 – 27 jan.             | Nova Zelândia            | New Zealand Cycle Classic | Aaron Gate               |                          |
| 30 jan. – 3 fev.         | Austrália                | Herald Sun Tour           | Dylan van Baarle         |                          |

## Classificações finais
As classificações finais foram as seguintes:

### Individual
Integraram-na todos os ciclistas oceánicos que conseguiram pontos podendo pertencer tanto a equipas amadors como profissionais, inclusive as equipas UCI World Team.
| Posição | Corredor         | Equipa             | Pontos  |
| ------- | ---------------- | ------------------ | ------- |
| 1.º     | Caleb Ewan       | Lotto Soudal       | 1845    |
| 2.º     | Michael Matthews | Sunweb             | 1330,88 |
| 3.º     | Jack Haig        | Mitchelton-Scott   | 1177    |
| 4.º     | Rohan Dennis     | Bahrain Merida     | 1150,86 |
| 5.º     | Simon Clarke     | EF Education First | 968     |
| 6.º     | Richie Porte     | Trek-Segafredo     | 885     |
| 7.º     | Benjamin Dyball  | Sapura             | 879,71  |
| 8.º     | Chris Harper     | BridgeLane         | 584     |
| 9.º     | George Bennett   | Jumbo-Visma        | 569     |
| 10.º    | Patrick Bevin    | CCC                | 443     |

| Posições 11º ao 20º | Posições 11º ao 20º | Posições 11º ao 20º | Posições 11º ao 20º |
| ------------------- | ------------------- | ------------------- | ------------------- |
| 11.º                | Jai Hindley         | Sunweb              | 438,17              |
| 12.º                | Lucas Hamilton      | Mitchelton-Scott    | 420                 |
| 13.º                | Chris Hamilton      | Sunweb              | 338                 |
| 14.º                | Jason Christie      | Aisan Racing        | 261                 |
| 15.º                | Drew Morey          | Terengganu Inc-TSG  | 259                 |
| 16.º                | Dion Smith          | Mitchelton-Scott    | 253,37              |
| 17.º                | Damien Howson       | Mitchelton-Scott    | 230,57              |
| 18.º                | Jay McCarthy        | Bora-Hansgrohe      | 221                 |
| 19.º                | Nick Schultz        | Mitchelton-Scott    | 219,6               |
| 20.º                | Dylan Sunderland    | BridgeLane          | 210                 |

### Equipas
A partir de 2019 e devido a mudanças regulamentares, só as equipas profissionais do continente, excetuando os de categoria UCI Pro Team, entraram nesta classificação. Se confeciona com o somatório de pontos que obtinha uma equipa com os 10 corredores que mais pontos tinham obtido, independentemente do continente no que o ciclista os tinha conseguido.
| Posição | Equipa                     | Pontos |
| ------- | -------------------------- | ------ |
| 1.º     | BridgeLane                 | 1335   |
| 2.º     | St George Continental      | 763    |
| 3.º     | Pro Racing Sunshine Coast  | 372    |
| 4.º     | Oliver's Real Food Racing  | 260    |
| 5.º     | Drapac-Cannondale Holistic | 162    |
| 6.º     | Futuro-Maxxis              | 5      |

### Países
Se juntou mediante os pontos dos 8 melhores ciclistas de um país, não só os que conseguiram neste Circuito Continental, senão também os conseguidos em todos os circuitos. E inclusive se um corredor de um país deste circuito sózinho conseguiu pontos em outro circuito (Europa, Ásia, Africa, América) seus pontos iam a esta classificação.
| Posição | País          | Pontos  |
| ------- | ------------- | ------- |
| 1.º     | Austrália     | 8820,45 |
| 2.º     | Nova Zelândia | 2224,37 |

### Países sub-23
| Posição | País          | Pontos |
| ------- | ------------- | ------ |
| 1.º     | Austrália     | 716,41 |
| 2.º     | Nova Zelândia | 509    |